# São Vicente e Granadinas nos Jogos Olímpicos de Verão de 2004
São Vicente e Granadinas competiu nos Jogos Olímpicos de Verão de 2004, em Atenas, na Grécia.